# Préliminaires
Préliminaires — пятнадцатый студийный альбом Игги Попа, изданный 2 июня 2009 года (США).

## Об альбоме
В отличие от предыдущих работ музыканта, альбом записан под влиянием новоорлеанского джаза, а также творчества Луи Армстронга и других джазменов. По признанию самого музыканта, на запись пластинки его вдохновил роман Мишеля Уэльбека «Возможность острова».
Альбом также включает кавер-версию классической французской джазовой песни 1940-х «Les feuilles mortes» (Осенние Листья), которую Игги поет на французском языке. Песня больше всего связана с такими артистами как Ив Монтан и Эдит Пиаф. Альбом также включает такие песни как «How Insensitive», классическая джазовая босса-нова, написанная Антонью Карлушом Жобином, и «Nice to Be Dead», песня в стиле swamp rock.
Обложка альбома оформлена франко-иранским художником Маржан Сатрапи.

## Список композиций
1. «Les Feuilles Mortes»
2. «I Want To Go To The Beach»
3. «King Of The Dogs»
4. «Je Sais Que Tu Sais»
5. «Spanish Coast»
6. «Nice To Be Dead»
7. «How Insensitive»
8. «Party Time»
9. «He’s Dead — She’s Alive»
10. «A Machine For Loving»
11. «She’s A Business»
12. «Les Feuilles Mortes (Marc’s Theme)»

## Участники записи
- Игги Поп: вокал, гитара
- Hal Cragin: бас, гитара, перкуссия, программирование ударных
- Jon Cowherd: фортепиано
- Kevin Hupp: ударные, конга
- Tim Ouimette: труба
- Франсуаза Арди: дуэт на треке «I’ll Be Seeing You»

## Хит-парады

### Альбом
| Год  | Хит-парад                       | Высшая позиция |
| ---- | ------------------------------- | -------------- |
| 2009 | Belgian Albums Chart (Flanders) | 76             |
| 2009 | Belgian Albums Chart (Wallonia) | 39             |
| 2009 | French Albums Chart             | 19             |
| 2009 | Swedish Albums Chart            | 44             |
| 2009 | Swiss Albums Chart              | 48             |
| 2009 | Billboard 200                   | 187            |